# Pedro Porro
Pedro Antonio Porro Sauceda (født 13. september 1999) er en spansk professionel fodboldspiller der spiller som højre-back for Premier League-klubben Tottenham Hotspur og det spanske fodboldlandshold.
Porro startede sin karriere hos Gironas reservehold Peralada, før han blev rykket op på førsteholdet i 2017. I 2019 skrev han kontrakt med Premier League-holdet Manchester City for en angivelig sum på €13 millioner (£11 millioner). Han blev udlånt til La Liga-holdet Real Valladolid og derefter den portugisiske Primeira Liga-klub Sporting på en indledende to-årig lejeaftale. Med Sporting vandt han dobbelt Primeira Liga og Taça da Liga, samtidig med at han blev udnævnt til årets hold i Primeira Liga. Hans transfer blev permanent ved afslutningen af hans anden sæson.
Porro spillede første gang for Spaniens U21-landshold i marts 2019, i en alder af 19 år. Han fik sin internationale seniordebut i 2021 og blev inkluderet i truppen til UEFA Nations League-finalen i Italien i 2021, hvor Spanien sluttede som nummer to.

## Karriere

### Tidlig karriere
Født i Don Benito, Badajoz, Extremadura, repræsenterede Porro Gimnástico de Don Benito og Rayo Vallecano før han kom til Girona den 10. august 2017. Han afviste angiveligt Real Madrid, Atlético Madrid og Bayern München for at skrive kontrakt med catalanerne.

### Girona
Den 28. november 2017, før han overhovedet spillede med reserverne, debuterede Porro på førsteholdet ved at komme ind som en sen indskifter for målscorer Johan Mojica i en 1-1 uafgjort ude mod Levante i sæsonens Copa del Rey. Han spillede sin første optræden for B-holdet fem dage senere, hvor han spillede de sidste syv minutter i en 0-0 uafgjort Segunda División B ude mod Ebro.
Porro scorede sine første mål på senior-niveau den 6. maj 2018, hvor han scorede to gange i en 3-0 udesejr mod Villarreal B. Den 2. juli forlængede han sin kontrakt indtil 2022. og spillede det meste af opstartssæsonen som højre back. Porro debuterede i La Liga den 17. august 2018, hvor han startede som højre back i en 0-0 hjemmekamp mod Real Valladolid. Dagen efter forlængede han sin kontrakt med yderligere et år.
Porro etablerede sig som starter under Eusebio Sacristán og blev førstevalg foran Aday Benítez og erstattede den afgåede Pablo Maffeo. Han scorede sit første professionelle mål den 31. januar 2019, hans holds eneste mål i et 1-3 pokalnederlag til Real Madrid.

### Manchester City
Den 8. august 2019 skrev Porro kontrakt med Manchester City. for et rapporteret gebyr på 11 millioner pund. Efter at have underskrevet for Manchester City blev Porro straks udlejet til Real Valladolid i La Liga i én sæson. Klubben havde en option på et permanent skifte, og efter at have spillet 13 ligakampe, hvor de hjalp Pucelanos til en 13. plads, valgte Real Valladolid ikke at udnytte deres option på at skrive kontrakt med Porro på permanent basis.

### Sporting CP
Den 16. august 2020 sluttede Porro sig til Sporting CP på en toårig lejeaftale indtil 30. juni 2022 med mulighed for at gøre skiftet permanent for €8,5 millioner (£7 millioner).
Den 24. september 2020 debuterede han for klubben i en 1-0 hjemmesejr mod Aberdeen i den tredje kvalifikationsrunde af UEFA Europa League. Efter at være ankommet til Lissabon på Estádio José Alvalade under en vis mistanke for ung alder, etablerede Porro sig straks som starter i højre side af forsvaret og fik sin ligadebut i en 2-0 udesejr mod Paços de Ferreira. Han scorede sit første mål for Leões den 1. november i en 4-0 sejr mod Tondela. For sine fremragende præstationer for klubben blev Porro kåret til Primeira Ligas månedens forsvarsspiller i tre måneder i træk, mellem november og januar 2021. Den 23. januar scorede Porro det eneste mål i nederlaget til Braga, hvilket hjalp sin klub med at vinde Taça da Liga. Tre dage senere scorede Porro et skud uden for feltet i en 2-0 sejr på udebane mod Boavista. Hans scoring blev senere kåret som Primeira Ligas månedens mål. Han spillede 30 kampe for de senere mestre og afsluttede dermed en 19-årig tørke, samtidig med at han blev udnævnt til Årets Hold.
I begyndelsen af den følgende sæson fortsatte Porro med fremragende præstationer og leverede en assist til Nuno Santos i en 1-1 hjemmekamp mod Sportings rivaler Porto. og scorede to mål fra straffesparkspletten i to på hinanden følgende ligakampe – i en 1-0 sejr mod Estoril den 19. september og en 1-0 sejr mod Marítimo den 24. september – hvilket gav ham Primeira Ligas månedens forsvarer-pris i to måneder i træk i august og september. Den 24. november scorede Porro det tredje mål mod Borussia Dortmund i en 3-1 hjemmesejr i en gruppespillekamp i UEFA Champions League 2021-22 ved at score returbolden, efter at Gregor Kobel reddede et straffespark fra Pedro Gonçalves, for at sikre sit hold kvalifikation til ottendedelsfinalen for første gang siden sæsonen 2008-09. Kort efter begyndte Porro at lide af tilbagevendende hamstringskader, som satte ham ude af spillet i to måneder af sæsonen. Han vendte tilbage fra skade den 29. januar 2022, hvor hans afgørende assist til Pablo Sarabia hjalp sit hold med at komme bagfra og besejre rivalerne Benfica med 2-1 i Taça da Liga-finalen i 2021-22.
Den 16. maj 2022 udløste Sporting Porros frikøbsklausul på €8,5 millioner (£7,2 millioner) og underskrev en permanent tre-årig kontrakt med en rapporteret tilbagekøbsklausul på €20 millioner (£17,6 millioner). Efter en sæson, hvor han hjalp Sporting til en andenplads bag rivalerne Porto, scorede fem mål og leverede syv assists, blev han kåret til Årets Hold for anden sæson i træk.

### Tottenham Hotspur
Den 31. januar 2023, transfervinduets deadline, annoncerede Premier League-klubben Tottenham Hotspur, at de havde lånt Porro fra Sporting for 5 millioner euro. med en købsforpligtelse i sommer for 40 millioner euro. Til gengæld modtog Sporting også 15% af Marcus Edwards' økonomiske rettigheder.
Porro debuterede for Spurs den 11. februar i et 4-1 nederlag til Leicester City. Hans præstation blev kritiseret af den tidligere Spurs-manager Tim Sherwood, der beskrev Porro som "så dårlig, at det er utroligt". Han scorede dog sit første mål for klubben den 18. marts 2023 i en 3-3 udekamp mod Southampton og gik fra styrke til styrke og etablerede sig som en af de bedste højresidede forsvarsspillere i ligaen.
Den 5. januar 2024 scorede Porro det eneste mål i en 1-0 sejr mod Burnley i FA Cuppens tredje runde.

## International karriere
I marts 2019 modtog Porro sin første indkaldelse til Spanien på U21-niveau og debuterede den 29. marts i en 1-0 venskabskampssejr mod Rumænien. I marts 2021 modtog han sin første indkaldelse til det spanske fodboldlandshold til gruppespillet i FIFA World Cup-kvalifikationen i 2022. Han debuterede den 28. marts 2021 i en 2-1 sejr mod Georgien.